# Koński pysk
Koński pysk (ang. The Horse’s Mouth) – brytyjski film komediowy z 1958 roku w reżyserii Ronalda Neame’a.

## Obsada
- Alec Guinness jako Gulley Jimson
- Gillian Vaughan jako Lollie (modelka)
- Ernest Thesiger jako Hickson
- Renee Houston jako Sara Monday, ex-żona Gulleya
- Kay Walsh jako pani D. Coker
- Robert Coote jako Sir William Beeder
- Veronica Turleigh jako Lady Beeder
- Arthur Macrae jako A.W. Alabaster

## Nagrody i nominacje
| 19. MFF w Wenecji                      | 19. MFF w Wenecji  | 19. MFF w Wenecji |
| Nazwa nagrody                          | Wygrane            | Nominacje         |
| -------------------------------------- | ------------------ | ----------------- |
| Puchar Volpiego dla najlepszego aktora | 1958 Alec Guinness | 1958 wygrana      |

| Nazwa nagrody | Wygrane            | Nominacje                                                                               |
| Oscar         | 1959 bez rezultatu | 1959 Najlepszy scenariusz adaptowany Alec Guinness                                      |
| BAFTA         | 1960 bez rezultatu | 1960 Najlepsza aktorka brytyjska Kay Walsh Najlepszy scenariusz brytyjski Alec Guinness |